# فورسما
فورسما (بالروسية: Ворсма) هي إحدى مدن روسيا في الكيان الفدرالي الروسي نيزني نوفغورود أوبلاست.